# Nicolum River Park
Nicolum River Park är en park i Kanada.   Den ligger i provinsen British Columbia, i den södra delen av landet, 3 400 km väster om huvudstaden Ottawa. Nicolum River Park ligger 406 meter över havet.
Terrängen runt Nicolum River Park är bergig. Trakten runt Nicolum River Park är nära nog obefolkad, med mindre än två invånare per kvadratkilometer.. Närmaste större samhälle är Hope, 7,3 km väster om Nicolum River Park.
I omgivningarna runt Nicolum River Park växer i huvudsak barrskog.